# La Figuerosa
La Figuerosa és un poble agregat a Tàrrega. És a la carretera que va de Tàrrega a Guissona. Els edificis més destacats són l'església neoclàssica de la Mare de Déu de l'Assumpció, de l'any 1865, les restes de l'església antiga de Santa Maria, i l'ermita de Sant Marçal.
Fou municipi independent fins al 1969. L'antic terme comprenia els pobles d'Altet, Riudovelles i Conill.
A l'agost, vers el dia 15, se celebra la festa major i el festival de música Figa rock. Aquest festival se celebrà en deu ocasions, extingint-se l'any 2011.